# Titán (elem)
A titán a periódusos rendszer kémiai elemeinek egyike. Vegyjele Ti, rendszáma 22., melynek régies magyar elnevezése a kemeny. Standard hőmérsékleten és nyomáson világos, fénylő, ezüstös, kis sűrűségű és nagy szilárdságú átmenetifém, tulajdonságait tekintve nagyon hasonlít a szilíciumhoz és az ónhoz. A titán ellenáll a korróziónak a tengervízzel, klórral, lúgokkal és savakkal szemben, hiszen még a királyvíz sem oldja.
A titánt William Gregor fedezte fel Cornwallban 1791-ben, nevét pedig Martin Heinrich Klaprothtól kapta a görög mitológiai titánok után. Az elem számos ásványban előfordul, legfontosabbak ezek közül az ilmenit (FeTiO3) és a rutil (TiO2), melyek a földkéregben és a litoszférában nagy területen szétszórva találhatók meg. A titán szinte az összes élőlényben, a vizekben, sziklákban és a talajban is megtalálható. A fémet elsődleges érceiből a Kroll-eljárással, vagy a Hunter-eljárással állítják elő. A leggyakoribb vegyülete, a titán-dioxid népszerű fotokatalizátor, emellett fehér pigmentek gyártására is használják. Egyéb vegyületei közé tartozik a titán-tetraklorid (TiCl4), egy katalizátor és a katonaságnál használt álcafüst egyik összetevője; és a titán(III)-klorid (TiCl3), melyet a polipropilén gyártásakor katalizátorként használnak.
A titánt vassal, alumíniummal, vanádiummal, molibdénnel, vagy egyéb elemekkel ötvözve nagy szilárdságú és kis sűrűségű ötvözetek nyerhetők, melyeket a repülőgépiparban és az űrhajózásban (sugárhajtóművek, rakéták és űrhajók gyártása), a hadiiparban, autóiparban, különböző ipari folyamatokban (kémiai és petrolkémiai eljárások, sótalanítás, papírgyártás), protézisek gyártásában, fogászati eszközök és implantátumok, sportszerek, ékszerek távirányítható gépek és mobiltelefonok gyártásában, valamint még további sok egyéb területen is alkalmaznak.
A fém két leghasznosabb tulajdonsága a korróziótűrése és a nagy szilárdság:sűrűség aránya, mely az összes fémes elem közül a legmagasabb. Ötvözetlen formában a titán szilárdsága vetekszik egyes acélokéval, de sűrűsége kisebb azokénál. A titánnak két allotrop módosulata és öt természetes izotópja van a 46Ti-tól a 50Ti-ig terjedően, melyek közül a 48Ti fordul elő a legnagyobb mennyiségben (73,8 %-ban) Annak ellenére, hogy a titánnak és a cirkóniumnak megegyező számú vegyértékelektronjuk van, számos kémiai és fizikai tulajdonságukban különböznek egymástól.

## Tulajdonságai

### Fizikai tulajdonságai
A titán nagy mechanikai szilárdságú, alacsony sűrűségű és (főleg oxigénmentes környezetben) jól alakítható, fénylő, ezüstfehér fém, mely főként nagy szilárdság-sűrűség arányáról ismert. Viszonylag magas olvadáspontja (1650 °C) jó tűzálló fémmé teszi. A titán paramágneses tulajdonságú és a többi fémhez viszonyítva gyenge hő- és elektromos vezető.
A kereskedelmi tisztaságú (99,2 %-os) titán szakítószilárdsága körülbelül 434 MPa, ami megegyezik a közönséges, gyengébb minőségű acélok szakítószilárdságával, de a titán ezeknél kisebb sűrűségű. A titán 60 %-kal nehezebb az alumíniumnál, de több mint kétszer olyan erős, mint a leggyakrabban használt 6061-T6 alumíniumötvözet. Egyes titánötvözetek, például a Ti-3Al-8V-6Cr-4Zr-4Mo (BETA-C) szakítószilárdsága az 1400 MPa-t is meghaladhatja. 430 °C feletti hőmérsékleten viszont a titán szilárdsága csökken.
A titán nem olyan kemény, mint egyes hőkezelt acélok, nem mágneses, és a többi fémnél kevésbé vezeti a hőt és az elektromosságot. Rossz hővezetése megnehezíti megmunkálását, mert a forgács csak a fejlődő hő mintegy negyedét vezeti el, a fennmaradó rész közvetlenül melegíti a szerszámot. Ezért a megmunkáláshoz hőálló keményfém szerszámanyag és hatékony hűtés kell. Az acélszerkezetekhez hasonlóan a titánból készült szerkezeteknek is van kifáradási határértékük, ami garantálja a hosszú élettartamot egyes alkalmazásoknál. Hosszabb használatot a gyógyászatban is eredményez, hiszen a titán lényegesen könnyebb, mint az acél de az ötvözet típusától függően az acéléval azonos szilárdságot ad. További előnye, hogy eközben a súlya csak körülbelül negyven százaléka annak, miközben biokompatibilis az emberi testbe beültetése esetén, például emiatt a kilökődés kockázata is kisebb.
A fémnek két allotrop módosulata létezik, a hexagonális rácsszerkezetű α-módosulat és a tércentrált kockarácsú β-módosulat, ami 882 °C-on képződik az α-módosulatból. Az α-módosulat hőkapacitása erre az átmeneti hőmérsékletre való melegítéskor drasztikusan nő, de utána ismét lecsökken és közel állandó marad a β-módosulatnál a hőmérséklettől függetlenül. A cirkóniumhoz és a hafniumhoz hasonlóan egy omega-módosulat is létezik, ami nagy nyomáson stabil, de normális nyomáson metastabil. Ez a módosulat általában hexagonális (ideális), vagy trigonális (torzult).

### Kémiai tulajdonságai

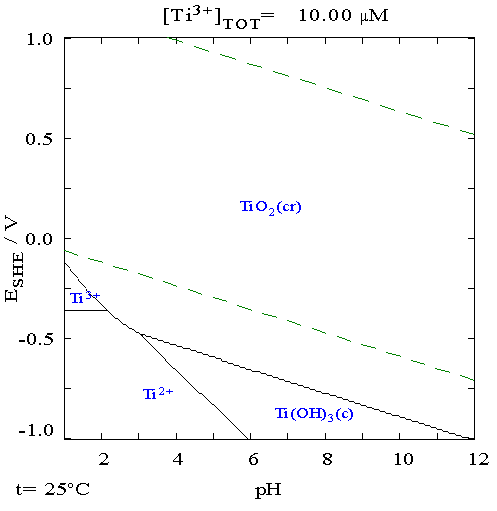
A titán Pourbaix-diagramja tiszta vízben, perklórsavban vagy nátrium-hidroxidban
Függőleges tengely: redox potenciál; vízszintes tengely: pH

Az alumíniumhoz és a magnéziumhoz hasonlóan a titánon és ötvözetein levegő hatására azonnal oxidréteg alakul ki. A titán könnyedén reagál oxigénnel levegőn 1200 °C-on, tiszta oxigénben pedig 610 °C-on titán-dioxidot képezve. Vízzel és a levegővel közönséges körülmények közt nem, vagy csak lassan reagál a felületén kialakuló passzív oxidréteg miatt, ami megvédi a fémet a további oxidációtól. Ez a védőréteg kialakulásakor mindössze 1–2 nanométer vastag, de lassan növekszik és négy év alatt 25 nanométeres vastagságot ér el.
A passzivációnak köszönhetően a titán kitűnően ellenáll a korróziónak, közel ugyanannyira, mint a platina. A titán ellenálló a híg kénsavval, a sósavval, a klorid-oldatokkal és a legtöbb szerves savval szemben. A forró tömény ásványi savak viszont megtámadják, a hidrogén-fluorid pedig jól oldja. Negatív standardpotenciáljából következően a titán termodinamikailag egy igen reaktív fém, normál atmoszférában már az olvadáspontja előtt elég. Így az olvasztása egyedül inert atmoszférában, vagy vákuumban lehetséges. 550 °C-on reagál a klórgázzal. Emellett reagál a többi halogénnel is és megköti a hidrogént.
A titán azon kevés elemek egyike, melyek tiszta nitrogéngázban égnek: a reakció 800 °C-on megy végbe és titán-nitrid keletkezik, amelyre a törékenység jellemző. Az oxigénnel, nitrogénnel és néhány más gázzal való nagyfokú reakcióképessége miatt az úgynevezett titán-szublimációs szivattyúkban fel lehet használni olcsó és megbízhatóan ultranagy vákuum kialakítására.

### Izotópjai
A természetben előforduló titán (Ti) öt stabil izotópból áll: 46Ti, 47Ti, 48Ti, 49Ti és 50Ti, ezek közül a 48Ti részaránya a legmagasabb (természetes előfordulása 73,8%). Huszonegy radioizotópját írták le, ezek közül a legstabilabbak: 44Ti (felezési ideje 60 év), 45Ti (felezési ideje 184,8 perc), 51Ti (5,76 perces felezési idő) és 52Ti (felezési ideje 1,7 perc). A többi radioaktív izotóp felezési ideje 33 másodpercnél kevesebb, többségüké a fél másodpercet sem éri el. A legkevésbé a 61Ti stabil, felezési ideje valamivel több mint 300 nanomásodperc.
A titánizotópok atomtömege 38,01 (38Ti) és 62,99 (63Ti) atomi tömegegység közé esik. A leggyakoribb (48Ti) izotópnál könnyebbek főként elektronbefogással, a nehezebbek β−-bomlással alakulnak át. A 48Ti előtti izotópok elsődleges bomlásterméke főként szkandium-, a nehezebbeké elsősorban vanádiumizotóp.
A titán deutérium-atommagokkal való bombázáskor radioaktívvá válik, főként pozitronok és gamma-sugárzás kibocsátása közben.

## Története

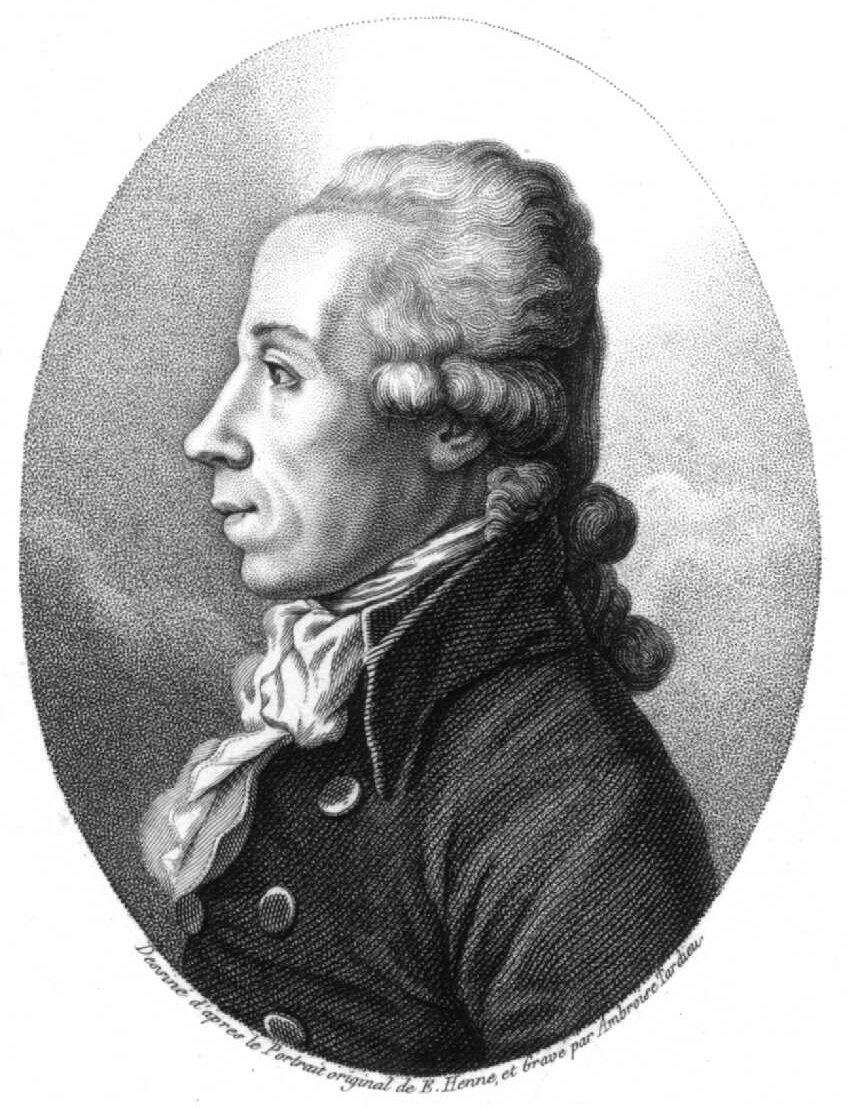
Martin Heinrich Klaproth a titánt a görög mitológia titánjairól nevezte el.

A titánt William Gregor lelkész és amatőr geológus fedezte fel 1791-ben Cornwallban, a helyi Helford folyóból származó homokot vizsgálva. A homokból mágnessel sikerült elkülönítenie egy fekete színű anyagot, amit ma ilmenitnek neveznek. Az anyagból sósavval kioldotta a vasat, de a hátramaradó 45,25%-nyi fehér színű fém-oxidot képtelen volt azonosítani. Miután ráébredt arra, hogy az ismeretlen oxid egy olyan fémet tartalmazott, ami nem egyezett egy ismert elemmel sem, Gregor felfedezéséről beszámolt a Cornwalli Királyi Geológiai Társaság előtt, valamint egy német tudományos folyóiratban, a Crell's Annalen-ben.
Nagyjából ugyanebben az időben Franz-Joseph Müller von Reichenstein előállított egy hasonló vegyületet, de nem tudta azonosítani. Az oxidot Gregortól függetlenül 1795-ben Martin Heinrich Klaproth porosz vegyész újra felfedezte a felvidéki Bajmócskáról származó rutilban. Klaproth felfedezte, hogy az oxid egy új elemet tartalmazott, és azt a titánokról nevezte el. Ők a görög mitológiában Gaia és Uranosz gyermekei, az erő megtestesítői voltak, akiket Kronosz bukása után arra kárhoztattak, hogy a Föld mélyének rejtett tüzei között éljenek. Miután értesült Gregor korábbi felfedezéséről, megszerzett egy mintát a vizsgált anyagból és bebizonyította, hogy az tényleg titánt tartalmazott.
A ma ismert eljárások a titán különféle érceiből való előállítására költségesek és sok munkát igényelnek. Az érc szénnel való hevítéssel történő redukálása (mint a nyersvasgyártásban) nem lehetséges, mert a titán reagál a szénnel titán-karbidot alkotva. A fémet szennyezett formában először Jöns Jakob Berzelius állította elő 1825-ben, de nagy tisztaságú (99,9%-os) titánt először csak 1910-ben Matthew A. Hunter állított elő a TiCl4 nátriummal 700–800 °C-on és nagy nyomáson való hevítésével, ezt ma Hunter-eljárásként ismerik. A titánt a laboratóriumon kívül nem nagyon használták egészen 1932-ig, amikor William Justin Kroll felfedezte, hogy titán-tetraklorid (TiCl4) kalciummal való redukálásával is elő lehet azt állítani. Nyolc évvel később az eljárást magnéziummal és nátriummal is véghez vitte. Bár ma is zajlik a kutatás költséghatékonyabb módszerek kidolgozására, a Kroll-eljárás még mindig a legelterjedtebb mód a titán előállítására.

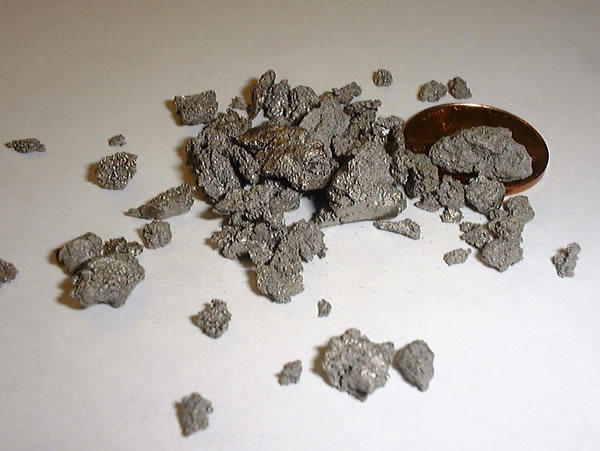
Kroll-eljárással készült titán „szivacs”

Nagyon nagy tisztaságú fémet kis mennyiségben először akkor állítottak elő, amikor Anton Eduard van Arkel és Jan Hendrik de Boer 1925-ben a titánt jóddal reagáltatta, majd a keletkező tetrajodidot elpárologtatás után izzó fémszálon bontotta, így tiszta fémet nyerve.
Az 1950-es és 60-as években a Szovjetunió úttörő módon kezdte alkalmazni a titánt katonai célokra és tengeralattjárókban (Alfa-osztály, K-278 Komszomolec) a hidegháborúhoz kapcsolódó programjai részeként. Az 1950-es évektől kezdődően a titánt kiterjedten kezdték használni a katonai repülőgépeknél, különösen a nagyteljesítményű sugárhajtóművekben kezdve a F–100 Super Sabre-rel, a Lockheed A-12-vel és a SR–71 Blackbirddel. Felismerve a titán stratégiai fontosságát, az Amerikai Védelmi Minisztérium támogatta a fém termelésének üzleti alapokra helyezésére irányuló korai törekvéseket.
A hidegháború alatt az Amerikai Egyesült Államok kormánya a titánra stratégiai erőforrásként tekintett és ezért hatalmas készletet halmoztak fel belőle, ami csak a 2000-es évekre fogyott el. 2006-os adatok szerint a világ legnagyobb termelője, az oroszországi központú VSMPO-Avisma cég világpiaci részesedését 29%-ra becsülik. 2015-ben titán-fémszivacsot hat országban gyártottak, ezek a termelés sorrendjében: Kína, Japán, Oroszország, Kazahsztán, az Egyesült Államok, Ukrajna és India.
2006-ban a DARPA 5,7 millió dollárral jutalmazott egy két cégből álló konzorciumot egy új eljárás kifejlesztéséért, amivel titánport lehet előállítani. Nagy nyomáson és hőmérsékleten a porból erős és könnyű tárgyakat lehet gyártani a páncélzattól kezdve a repülőgép- és űrhajóalkatrészeken át az autóipar és kémiai feldolgozóipar számára szükséges alkatrészekig.

## Vegyületei

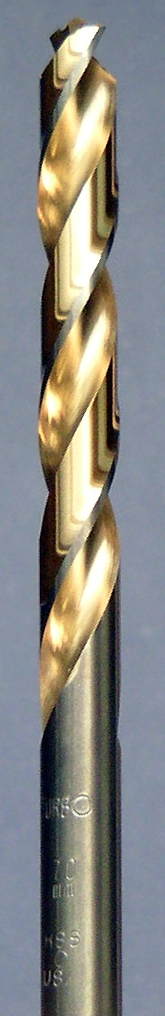
Titán-nitrid bevonatú csigafúró

A titán oxidációs száma a vegyületeiben leggyakrabban +4, ritkábban +2 vagy +3. A titán vegyületei általában oktaéderes koordinációjak, ez alól kivétel a tetraéderes szerkezetű TiCl4. A +2-es oxidációs számú titánt tartalmazó titánvegyületek ionosak, a magasabb oxidációs fokú titánvegyületek többnyire kovalens jellegűek. A titán(III)-sók redukáló hatásúak, az analitikában redukálószerként használják őket. A legtöbb átmenetifémmel ellentétben a titán egyszerű akvakomplexei nem ismertek.

### Oxidok és szulfidok
A titán oxidjai közül messze a legfontosabb a titán-dioxid (TiO2), egy fehér színű, vízben oldhatatlan, atomrácsos jellegű szilárd vegyület. Savakkal, lúgokkal szemben ellenálló, a tömény kénsav oldja, a reakcióban titán(IV)-szulfát (Ti(SO4)2) keletkezik. A titán-dioxid szobahőmérsékleten három módosulat - az anatáz, a rutil és a brookit formájában fordul elő. Mindhárom módosulat polimer szerkezetet alakít ki, ahol a titánatomokat oktaéderes elrendeződésben hat oxigénatom veszi körül, melyek mindegyike egy-egy további titánhoz kapcsolódik. A három módosulat közül a rutil a leggyakoribb mind a természetben, mind a kereskedelmi termékek között és melegítés hatására a másik két módosulat is rutillá alakul.
Bár a titán-dioxid meglehetősen inert vegyület, de magas hőmérsékletre hevítve és sztöchiometrikus mennyiségű alkalmas oxiddal megömlesztve vagy elégetve számos vegyes oxidot, vagyis titanátot lehet előállítani. A titanátoknak két típusa létezik, az ortotitanátok (M2IITiO4) és a metatitanátok (MIITiO3). Ha a fémion mérete közel azonos a titán(IV)-ion méretével (magnézium, mangán, vas, kobalt, vagy nikkel esetén), akkor a metatitanát szerkezete ilmenit (FeTiO3) típusú, ha viszont annál lényegesen nagyobb (kalcium, stroncium, vagy bárium esetén), akkor inkább perovszkit (CaTiO3) szerkezet alakul ki.
Ez utóbbira példa a bárium-titanát, ahol a nagy méretű bárium-ion oly mértékben kitágítja a perovszkitrácsot, hogy a titán túl kicsi lesz ahhoz, hogy kitöltse az oktaéderes térközöket, és ez ferroelektromos és piezoelektromos tulajdonságot eredményez. A csillagzafírok és a rubinok aszterizmusáért (csillagszerű fényvisszaverődésért) a titán-dioxid szennyeződések a felelősök.
A titánnak jó néhány redukált oxidja is ismert. A Ti3O5, amely Ti(IV)-Ti(III) vegyes oxidként írható le egy kékesfekete félvezető anyag, ami TiO2-ból hidrogénnel való redukcióval állítható elő 900 °C-on, és az iparban a felületek titán-dioxiddal való gőzfázisú bevonására használható. Ismert még a titán(III)-oxid (Ti2O3), egy korund szerkezetű, sötét ibolyaszínű anyag, melyet a titán-dioxid és titán 1600 °C-on végbemenő reakciójával lehet előállítani; illetve a titán(II)-oxid, egy bronzszínű, nemsztöchiometrikus, kősó szerkezetű vegyület.
A TiCl4 alkoholokkal való reakciójával előállítható titán(IV)-alkoxidok (alkanoátok) színtelen vegyületek, melyek vízzel reagálva titán-dioxiddá alakulnak. Ezeket a vegyületek az iparban szilárd TiO2 rétegek előállítására használhatók a szol-gél módszer útján. A titán-izopropoxidot királis szerves vegyületek szintézisében használják a Sharpless-epoxidálás során.
A titán számos szulfidot is alkot, de közülük egyedül a titán-diszulfid kapott nagyobb figyelmet. A titán-diszulfid réteges szerkezetet alakít ki, és korábban lítiumelemek katódjaként alkalmazták. Mivel a Ti(IV) egy "kemény kation", a titán szulfidjai instabilak és hidrogén-szulfid felszabadulása mellett hajlamosak oxidokká hidrolizálni.

### Boridok, karbidok és nitridek
A titán-borid (TiB2), a titán-karbid (TiC) és a titán-nitrid (TiN) kiemelkedően nagy keménységű, kémiailag inert tűzálló anyagok. Olvadáspontjuk megközelíti, vagy meghaladja a 3000 °C-ot (TiB2: 2980 °C, TiC: 3160 °C, TiN: 2930 °C), Mohs-keménységük eléri a 9,0-s értéket, ami egyenlő a korund keménységével. Nagy keménységük és hőálló képességük miatt kopásálló bevonatok készítésére alkalmazzák őket, például vágószerszámoknál, fúrófejeknél, turbinalapátoknál, égetőkamráknál és rakétafúvókáknál. Emellett használják még őket magas hőmérsékletű reaktoredények, párologtató csészék, tégelyek és szivattyúlapátok gyártására, valamint elektromos hőmérők burkolására. A titán-nitridet arany színe miatt dekoratív bevonatok készítésére, illetve a mikroelektronikában a félvezetőgyártásban is használják.

### Halogenidek

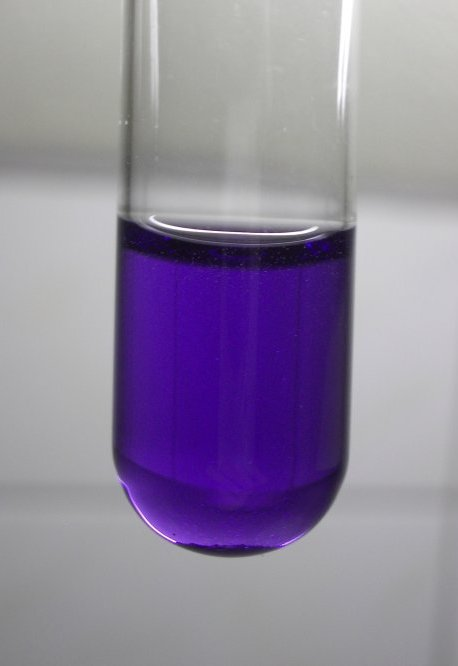
A titán(III)-vegyületek jellegzetes ibolyaszínűek

A titán legjelentősebb halogénvegyületei a titán(II)-klorid (TiCl2) és a titán-tetraklorid (TiCl4). A TiCl2 szilárd halmazállapotú, rétegrácsos szerkezetű ionvegyület. A TiCl4 folyékony halmazállapotú, molekularácsos vegyület. A TiCl4 füstöl, és nedves levegőn teljesen hidrolizál, a reakcióban TiO2 (titán-dioxid, titán(IV)-oxid) keletkezik. Vizes sósavoldatban különböző intermedier hidrolízistermékek, például TiOCl2 (titanil-klorid) is keletkezhetnek.
{\displaystyle \mathrm {TiCl_{4}+2\ H_{2}O\rightarrow 4\ HCl+TiO_{2}} \,\!}
{\displaystyle \mathrm {TiCl_{4}+H_{2}O\rightarrow 2\ HCl+TiOCl_{2}} \,\!}
A Kroll-eljárásban a titán-tetrakloridot a klórgáz hevített titán-dioxid fölötti átvezetésével, redukálószer (például szén) jelenlétében állítják elő. A szerves kémiában széles körben alkalmazzák Lewis-savként, például a Mukaiyama-aldol addícióban. A van Arkel-eljárás során titán-tetrajodidot (TiI4) állítanak elő a nagytisztaságú titán fém előállítása céljából.
A titán(III) és titán(II) stabil kloridjai is léteznek. A titán(III)-kloridot (TiCl3) például poliolefinek gyártásában katalizátorként, a szerves kémiában pedig redukálószerként alkalmazzák.

### Fémorganikus vegyületek
A titánvegyületek polimerizációs katalizátorként való jelentős szerepük miatt a Ti-C kötést tartalmazó vegyületeket intenzíven tanulmányozták. A legközönségesebb titánorganikus komplex vegyület a titanocén-diklorid ((C5H5)2TiCl2). Hasonló vegyületei a Tebbe-reagens és a Petasis-reagens. A titán karbonil komplexeket is alkot, ilyen például a titanocén-dikarbonil ((C5H5)2Ti(CO)2).

## Természetes előfordulásai
| Ország                  | ezer tonna | az összes %-a |
| ----------------------- | ---------- | ------------- |
| Ausztrália              | 1300       | 19,4          |
| Dél-afrikai Köztársaság | 1160       | 17,3          |
| Kanada                  | 700        | 10.4          |
| India                   | 574        | 8.6           |
| Mozambik                | 516        | 7,7           |
| Kína                    | 500        | 7,5           |
| Vietnam                 | 490        | 7,3           |
| Ukrajna                 | 357        | 5,3           |
| Világ összesen          | 6700       | 100           |

A legnagyobb termelők 2022-ben (ilmenit + rutil, 1000 t, Oroszország nélkül):
- Kína — 3400 + 0
- Mozambik — 1200 + 8
- Dél-Afrika — 900 + 95

- Ausztrália — 660 + 190
- Szenegál — 520 + 90
- Kanada — 470 + 0
- Norvégia — 420 + 0
- Madagaszkár — 300 + 0

- Ukrajna — 200 + 59
- USA — 200

- India — 200 + 11

- Kenya 180 + 73

A földkéreg 0,63 tömegszázalékát kitevő titán nagyon gyakori elem: a kilencedik leggyakoribb az összes elem közül, a fémek közül a hetedik, az átmenetifémek közül pedig a második leggyakoribb. Régen ennek ellenére kevéssé ismerték, ami annak tulajdonítható, hogy a tiszta fémet igen nehéz volt előállítani, emellett dúsulásra kevéssé hajlamos. Oxidjai előfordulnak a legtöbb magmás kőzetben és az azok lepusztulásávak képződő üledékekben, az élőlényekben és a természetes vizekben. Az Amerikai Földtani Intézet által tanulmányozott 801-féle magmás kőzetből 784 tartalmazott kimutatható mennyiségű titánt. A talajban a tömegaránya hozzávetőlegesen 0,5–1,5%.

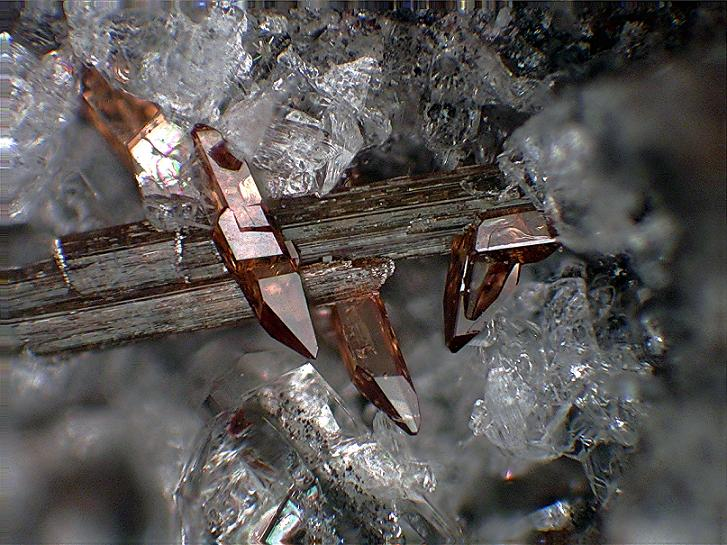
Titanit kristályok amfibolon

Gyakori ásványai az anatáz, a brookit, az ilmenit, a perovszkit, a rutil és a titanit. Közülük a rutilnak és az ilmenitnek van gazdasági jelentősége, de még ezeket is nehéz nagyobb koncentrációban föllelni. Ezekből az ásványokból 6,0, illetve 0,7 millió tonnányit termeltek 2011-ben. Jelentős ilmenitlelőhelyek vannak Nyugat-Ausztráliában, Kanadában, Kínában, Indiában, Mozambikban, Új-Zélandon, Norvégiában, Ukrajnában és Dél-Afrikában. 2011-ben körülbelül 186 000 tonna titán fémhabot állítottak elő, ebből a legtöbbet Kínában (60 000 tonnát), Japánban (56 000), Oroszországban (40 000), az Amerikai Egyesült Államokban (32 000) és Kazahsztánban (20 700). Magyarországon a nyirádi bauxitércben is jelen van; ipari előállításával Gillemot László professzor foglalkozott először. Munkájáért 1957-ben Kossuth-díjat kapott, a kohászati kutatási eredményei alapján a Szovjetunióba szállított magyar bauxitból jelentős mennyiségű titánt nyertek ki.
Az óceánokban a titán koncentrációja körülbelül 4 pikomólos. 100 °C-on a titán koncentrációja a vízben kevesebb mint 10−7 M 7-es pH-nál. A vizes oldatokban lévő titánionokat a titán kis oldhatósága és az érzékeny spektroszkópiai módszerek hiánya miatt nem ismerjük. Humánbiológiai szerepe nem igazolt, bár egyes élőlények koncentráciit halmozzák fel.
Kimutatták meteoritokból, a Napból és az M színképtípusú csillagokból — ezek a leghidegebb csillagok, amelyek felszíni hőmérséklete mindössze 3200 °C. Az Apollo–17 küldetésen a Holdról hozott kőzetek körülbelül 12,1 % titán-dioxidot tartalmaztak. Megtalálható még a kőszén hamujában, növényekben, sőt az emberi testben is. A tiszta, elemi titán nagyon ritka a természetben.

## Előállítása és felhasználása
1932-ben a luxemburgi William Justin Kroll állította elő a titán-kloridot fém kalciummal (Ca), majd később magnéziummal (Mg), illetve nátriummal reagáltatva. Ezen eljárások költségessége megakadályozta a titán kereskedelmi hasznosítását, pedig azt kedvező tulajdonságai (kis sűrűség, jó mechanikai szilárdság, előnyös ötvöző tulajdonságok) indokolták. Fő felhasználási területe még ma is a repülőgépipar, mind sugárhajtóművek, mind repülőgépsárkányok részeinek előállításához, de széleskörűen használják vegyipari berendezések és hajók gyártásához is. A gyógyászatban az implantátum anyagaként alkalmazzák, mivel a tiszta, ötvözetlen titánt az élő szervezet elfogadja. Előállítására még ma is a Kroll-módszer a legelterjedtebb: ilmenitet vagy rutilt hevítenek klór (Cl2) és szén (C) jelenlétében 900 °C-on:
{\displaystyle \mathrm {2\ FeTiO_{3}+7\ Cl_{2}+6\ C\rightarrow 2\ TiCl_{4}+2\ FeCl_{3}+6\ CO} \,\!}
A TiCl4 argonatmoszférában zárt kemencében magnéziumolvadékkal 900 °C-on redukálható:
{\displaystyle \mathrm {TiCl_{4}+2\ Mg\rightarrow Ti+2\ MgCl_{2}} \,\!}
A titán allergénmentes fémként ismert, de azért egyseknél a titánból készült implantátum vagy ékszer is okozhat allergiás reakciót.

## Fordítás
Ez a szócikk részben vagy egészben  a   Titanium című angol Wikipédia-szócikk ezen változatának fordításán alapul.  Az eredeti cikk szerkesztőit annak laptörténete sorolja fel. Ez a jelzés csupán a megfogalmazás eredetét és a szerzői jogokat jelzi, nem szolgál a cikkben szereplő információk forrásmegjelöléseként.